# If It's Over
Singles de Mariah Carey
I'll Be There
(1992) Dreamlover
(1993)
If It's Over est une chanson de l'artiste américaine Mariah Carey, écrite par Carey et Carole King puis produite par la chanteuse et Walter Afanasieff. Elle sort le 17 septembre 1991 sur l'album Emotions. La chanson parle d'une romance qui se dégrade et dans laquelle Carey dit : « Si c'est fini, laisse-moi partir ». Plusieurs mois après la parution de Emotions, Carey interprète la chanson lors du MTV Unplugged en seconde position.
À la suite de la sortie de l'EP MTV Unplugged, la version en direct de la chanson devient le second single au troisième trimestre de 1992. Cette version ne contient pas le second couplet et le refrain suivant car la chanson a été raccourcie pour l'émission. Elle reçoit une promotion très limitée et n'est disponible qu'à la radio dans certains pays. Elle n'atteint que la 80e place du hit-parade néerlandais. Carey reprend If It's Over lors de la 34e cérémonie des Grammy Awards et à l'émission Saturday Night Live.

## Genèse et enregistrement
Durant la promotion de son premier album studio, elle apparait à The Arsenio Hall Show et interprète son premier single, Vision of Love. Durant cette prestation, Carole King découvre la chanteuse et est très intéressée par ses chansons. Un an plus tard, durant l'enregistrement de Emotions, King contacte Carey et lui demande si elle était d'accord pour reprendre (You Make Me Feel Like) A Natural Woman, une chanson qu'elle a écrite avec Gerry Goffin pour Aretha Franklin. Carey refuse car elle pense qu'il est difficile de reprendre une chanson qu'une de ses influences musicales chante parfaitement. Déterminée à travailler avec Carey, King se déplace à New York en espérant écrire et composer une ballade avec elle. Tout au long de la journée, les deux auteurs échangent leurs idées et parviennent à composer If It's Over. Lors d'une interview, King dit à propos de Carey : « J'adore sa voix. Elle est vraiment expressive. Elle donne beaucoup de sens dans ce qu'elle chante ».

## Structure musicale
If It's Over est une ballade lente qui mélange plusieurs influences dans son instrumentation et sa mélodie. Elle s'inspire du R'n'B et de la soul tout en reprenant le style des années 1950 et 60. La chanson est écrite par Carey et Carole King puis produite par la chanteuse et Walter Afanasieff. D'un point de vue instrumental, If It's Over mélange des notes de saxophone baryton, ténor, alto et soprano ainsi qu'un piano, une trompette, un cor et une basse. Dans la chanson, Carey utilie brièvement la voix de sifflet avant le dernier crescendo. Selon Chris Nickson, l'instrumentation est cruciale pour la performance de Carey tout au long de la chanson. De plus, il dit :
« Avec une chanson remplie de gopel et de soul, il est facile pour Carey de montrer ce qu'elle peut faire – ce qui est en réalité plus fort que les gymnastiques vocales qui semblent faire sa réputation. D'une note grave à une autre aiguë, elle couvre cinq octaves avec de la puissance. Les chœurs – qui font penser encore une fois à une chorale d'église – remplit la mélodie, tout comme les cors, qui arrivent à la fin. C'est une véritable présentation pour Mariah ».

## Interprétations scéniques
Mariah Carey interprète If It's Over lors de la 17e saison de Saturday Night Live avec Can't Let Go. Durant la prestation, Carey porte une veste sport noir, des bottes et un pantalon noir. Walter Afanasieff joue au piano tandis que Trey Lorenz, Patrique McMillan et Melodie Daniels font les chœurs. De plus, cinq musiciens sont présents ; Lew Delgado au saxophone baryton, Lenny Pickett au saxophone ténor, George Young, un saxophone alto ; Earl Gardner à la trompette et Steve Burre au trombone. Elle interprète If It's Over lors de la 34e cérémonie des Grammy Awards, le 26 février 1992. Mariah Carey porte une longue robe de soirée rouge et a les cheveux bouclés. Derrière un large rideau rouge, plusieurs chœurs sont sur une plateforme. Le 16 mars 1992, Mariah Carey interprète la chanson lors de l'émission MTV Unplugged. L'émission est diffusée plusieurs fois sur MTV et Carey sort un EP intitulé MTV Unplugged.

### Sortie
À la suite de la sortie de I'll Be There, le premier single de MTV Unplugged, paru un mois avant la sortie de l'EP, la version de If It's Over sort en single dans certains pays. À la suite de sa parution, la promotion de Emotions est terminée,.

## Accueil
Depuis sa sortie, If It's Over reçoit de bonnes critiques. Bill Lamb d'About.com dit que la chanson « reste parmi le meilleur de Carey » et complimente l'influence du gospel. Ashley S. Battel d'AllMusic écrit « cela vous prend lors d'un voyage musical » tout en décrivant les paroles et l'instrumentation. Jan DeKnock de The Chicago Tribune la compare avec « le style des plus grandes ballades soul des années 60 ». Rob Tannenbaum de Rolling Stone donne un avis mitigé sur If It's Over, la compare avec Aretha Franklin mais dit que cela « traduit les excès en oups faussets ». If It's Over n'atteint que la 80e position du hit-parade néerlandais et reste cinq semaines dans le classement.

## Versions
CD néerlandais/européen
1. If It's Over (Direct) – 3:47
2. If It's Over – 4:38

CD maxi-single européen
1. If It's Over (Direct) – 3:47
2. If It's Over – 4:38
3. Someday (New 12" jackswing) – 4:13

CD single japonais
1. If It's Over (Direct) – 3:47
2. Emotions – 3:59

## Crédits
Crédits issus de l'album MTV Unplugged
- Mariah Carey – auteur, coproductrice, arrangement
- Carole King – auteur, arrangement
- Walter Afanasieff – coproducteur

## Classements
| Pays     | Position |
| -------- | -------- |
| Pays-Bas | 80       |

## Compléments